# وو سن‌گویی

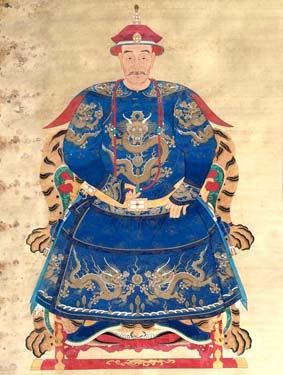
وو سن گویی ژنرال ارتش مینگ

وو سن‌گویی (چینی: 吳三桂؛ پین یین: Wú Sānguì، زادهٔ ۱۶۱۲ و درگذشتهٔ ۲ اکتبر ۱۶۷۸) ژنرال ارتش مینگ در دورهٔ حکومت چونگ‌جن، آخرین امپراتور سلسله مینگ، بود که با گشودن دروازه‌های شمال شرقی دیوار چین در گذرگاه‌شان‌های (چینی: 山海關؛ پین یین: Shānhǎi Guān) بر روی نیروهای منچوری، نقشی کلیدی را در به قدرت رساندن منچوها و آغاز دودمان چینگ در چین ایفا نمود.

## زندگینامه
وو سن گویی در ۱۶۱۲ در گائویوی استان جیانگ‌سو زاده شد. پدرش وو شیانگ از ژنرال‌های ارتش مینگ بود و وو نیز در جوانی وارد ارتش شد. پس از اعدام ژنرال یوان چونگ‌هوان در ۱۶۳۰ که متهم به خیانت شده بود، وو سن‌گویی جانشین او گردید و فرماندهی ارتش را بر عهده گرفت. او همچنین فرماندهی پادگان ارتش شمالی در نینگ‌یوان را نیز بر عهده داشت و سربازان تحت رهبری او وظیفهٔ نگاهبانی از گذرگاه استراتژیک شان‌های در شمال شرقی دیوار بزرگ را در برابر حملهٔ منچوها عهده‌دار بودند.

## همکاری با منچوها
با گسترش شورش‌های مردمی علیه دودمان مینگ به رهبری لی زی‌چنگ در بهار ۱۶۴۴، خطر سقوط پایتخت وجود داشت. وو سن‌گویی ارتش خود را به سمت پکن گسیل داشت تا از تصرف آن به دست شورشیان جلوگیری کند ولی پیش از رسیدن آنها پایتخت سقوط کرده و امپراتور چونگ‌جن خود را حلق‌آویز کرده بود. وو سن‌گویی که تنها راه شکست دادن لی زی‌چنگ را در یاری جستن از منچوها می‌دید اقدام به گشودن دروازهٔ گذرگاه‌شان‌های بر روی آنها نمود. همچنین گفته می‌شود که وو سن‌گویی ابتدا در صدد تسلیم شدن به لی زی‌چنگ بود ولی پس از اطلاع یافتن از اینکه معشوقهٔ محبوب و زیبارویش به نام چن یوئن‌یوئن در دست آنها اسیر شده برآشفت و پس از دیدار با منچوها، آنها را به داخل کشور راه داد .
در ۲۵ می ۱۶۴۴، نبرد مابین نیروهای وو سن‌گویی و لی زی‌چنگ در نزدیکی گذرگاه‌شان‌های آغاز شد و در شب بیست و ششم، نیروهای منچو به رهبری نایب‌السلطنه دورگون که از دیوار چین گذشته بودند به نزدیکی میدان نبرد رسیدند و علی‌رغم وجود طوفان شن موفق به دور زدن نیروهای لی زی‌چنگ و در هم کوبیدن آنها شدند. در ۵ ژوئن ۱۶۴۴، ارتش دوئرگون بدون هیچ مزاحمتی وارد پکن شد و در ۱۶۶۲ تمام کشور تحت کنترل حکومت چینگ درآمد.

## شورش علیه چینگ
دربار امپراتوری چینگ پس از آنکه وو سن‌گویی موفق به پاکسازی ناحیهٔ یونان از آخرین بازماندگان دودمان مینگ شد، حاکمیت آن منطقه را به او واگذار کرده و لقب شاهزاده پینگشی ∗ را که تا آن موقع سابقه نداشته به کسی خارج از خاندان سطنتی و غیر منچو بدهند اهدا کرد. وو سن‌گویی با ابنکه چندان مورد اعتماد دربار نبود ولی توانست مدتی را بدون دخالت دولت مرکزی که در برابر اکثریت چینی‌های هان یک قوم اقلیت محسوب می‌شد سپری کند. همچنین دربار چینگ از آنجاییکه وو یک فرمانروای نیمه مستقل در سرزمین‌های دوردست جنوب غربی به شمار می‌رفت، سالیانه کمک‌های مالی‌ای را برای او ارسال می‌داشت. وو سن‌گویی که در اندیشهٔ مقابله با چینگ بود از این کمک‌ها برای تجهیز و قدرتمندتر کردن ارتش خود استفاده می‌کرد.
او سرانجام در ۱۶۷۴ همرا با گنگ جینجونگ و شانگ کشی علیه حکومت مرکزی قیام کرد. این قیام که به شورش سه فئودال∗ معروف شد تا ۱۶۸۱ که توسط ارتش امپراتور کانگشی∗ سرکوب شد ادامه یافت . وو سن‌گویی در ۱۶۷۸ و به مرگ طبیعی درگذشت.